# Iberis linifolia
Espèce
Classification phylogénétique
Iberis linifolia, de noms communs Ibéris à feuilles de lin ou Ibéris de Prost, est une espèce de plantes à fleurs du genre Iberis et de la famille des Brassicacées. C'est une plante herbacée annuelle méditerranéenne.
L'espèce est inscrite sur la Liste des espèces végétales protégées en région Provence-Alpes-Côte-d'Azur.

## Description

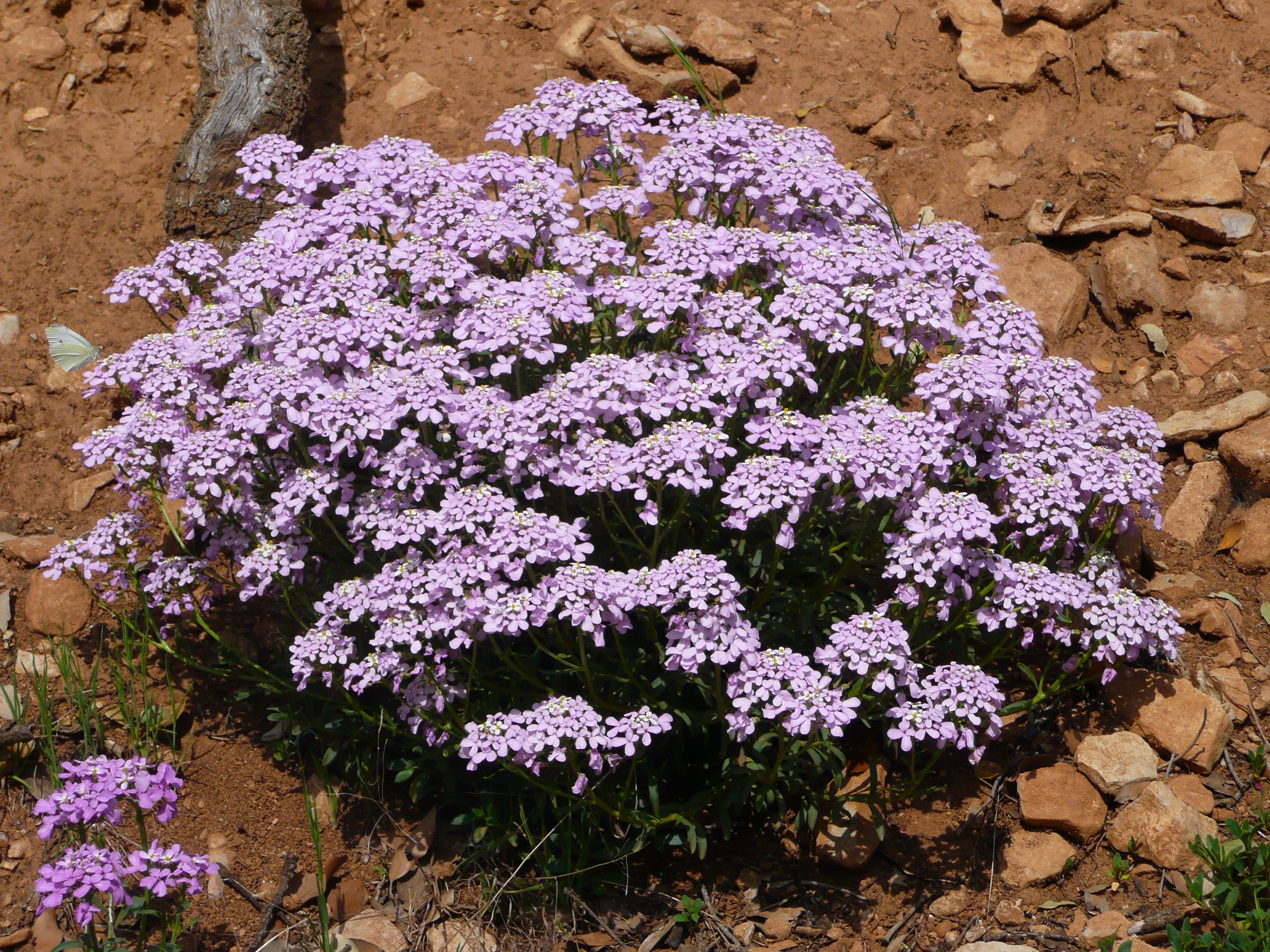
Aspect général.

### Appareil végétatif
C'est une plante bisannuelle, glabre ; la tige est haute de 30 à 60 cm, grêle, à rameaux étalés-dressés ; les feuilles radicales sont lancéolées-linéaires, presque entières, les caulinaires étroitement linéaires, entières.

### Appareil reproducteur
Les fleurs sont roses ou lilacées, assez petites ; les pétales sont oblongs, en grappe fructifère courte, en corymbe petit et serré, à pédicelles dressés. Les fruits sont des silicules petites, suborbiculaires, rétrécies et ailées seulement au sommet, à échancrure peu marquée, à lobes petits, aigus, divariqués ; le style dépasse longuement les lobes. La période de floraison s'étend de août à octobre,. 

## Habitat et répartition
Elle pousse dans les rocailles et les pelouses rocailleuses des coteaux de la région méditerranéenne, jusqu'à une altitude de 1 800 m. Cette espèce est uniquement présente en France et en Italie. 

## Taxonomie

### Sous-espèces
- Iberis linifolia subsp. linifolia - l'Ibéris intermédiaire
- Iberis linifolia subsp. stricta (Jord.) P. Fourn.
- Iberis linifolia subsp. violletii (Soy.-Will. ex Godr.) Valdés[6]

La sous-espèce linifolia a des fleurs lilas-clair ou blanchâtres alors qu'elles sont foncées chez la sous-espèce stricta.

### Synonymes
- Biauricula linifolia (L.) Bubani
- Iberis intermedia subsp. beugesiaca J.-M. Tison
- Iberis boppardensis Jord.
- Iberis intermedia subsp. boppardensis (Jord.) Korneck
- Iberis contejeanii Billot
- Biauricula dunalii Bubani
- Iberis intermedia subsp. dunalii (Bubani) O. Bolòs & Vigo
- Iberis dunalii (Bubani) Cadevall & Sallent
- Iberis intermedia Guers.
- Biauricula intermedia (Guers.) Lunell[7]